# Zorraquín
Zorraquín település Spanyolországban, La Rioja autonóm közösségben. Zorraquín Valgañón, Ojacastro és Ezcaray községekkel határos. Lakosainak száma 86 fő (2024).

## Népesség
A település népessége az elmúlt években az alábbi módon változott:
| Lakosok száma | 41   | 55   | 80   | 83   | 89   | 96   | 90   | 93   | 91   | 86   |
|               | 2001 | 2004 | 2007 | 2009 | 2012 | 2014 | 2017 | 2019 | 2022 | 2024 |